# 明根群岛国家公园保留地
明根群岛国家公园保留地（法語：Réserve de parc national de l'Archipel-de-Mingan）是一座位于加拿大魁北克的国家公园保留地。公园建立于1984年。